# Magia en la ficción
La magia en la ficción es la dotación de personajes u objetos en obras de ficción con poderes que no ocurren naturalmente en el mundo real.
La magia a menudo sirve como un dispositivo de trama y durante mucho tiempo ha sido un componente de la ficción, desde los días de Homero y Apuleyo hasta los cuentos del Santo Grial y el Rey Arturo, hasta autores más contemporáneos como J. R. R. Tolkien, C. S. Lewis, Ursula K. Le Guin, Robert Jordan, Terry Brooks, J. K. Rowling, Mercedes Lackey y Derek Landy.

## Creencias históricas
Históricamente, brujas como las Weird Sisters en Macbeth de William Shakespeare, magos como Próspero en La Tempestad o personajes como el Doctor Faustus en la obra de Christopher Marlowe del mismo nombre fueron ampliamente considerados reales. Los autores contemporáneos tienden a tratar la magia como idea imaginaria, optando por la construcción de mundos con una pizarra en blanco donde las leyes de la realidad no tienen tanto peso.

## Función
Dentro de una obra de fantasía, la magia puede ayudar a avanzar en la trama, a menudo proporcionando poder a los héroes o sus oponentes. El uso de la magia se manifiesta frecuentemente en la transformación de un personaje, si no en la transformación del mundo ficticio.
Para que la magia lleve a cabo sus funciones, a menudo tiene un precio igual a su valor.
La magia ficticia puede incluir o no un sistema de magia detallado, pero no es raro que los autores omitan detalles o explicaciones de ciertas limitaciones, aparentemente por motivos de ritmo u otros propósitos; en estos casos, es posible que la magia sirva más como una conveniencia para el autor que como un dispositivo para el personaje.
En casi cualquier sistema mágico de fantasía dado, la habilidad mágica es limitada. Las limitaciones pueden agregar conflicto a la historia y evitar que los personajes se vuelvan todopoderosos con la magia, aunque los personajes con poder ilimitado (como deidades o seres trascendentales) no son desconocidos en la ficción. Los escritores de fantasía usan una variedad de técnicas para limitar la magia en sus historias, como limitar la cantidad de hechizos que un personaje tiene o puede lanzar antes de necesitar descansar, restringir la magia de un personaje al uso de un objeto específico, limitar la magia al uso de ciertos materiales raros, o restringir la magia que un personaje puede usar a través de sus consecuencias negativas. Algunas obras presentan magia que se realiza mediante el uso de ciertas palabras o encantamientos para lanzar hechizos. Si bien muchas obras usan este método sin ofrecer una explicación, otras sí ofrecen una explicación. En algunas obras, como La Rueda del Tiempo, los tipos de magia se dividen por color.
La magia dura es un sistema mágico con reglas y regulaciones específicas; un sistema de magia suave suele ser mucho más vago e indefinido con un aspecto misterioso.

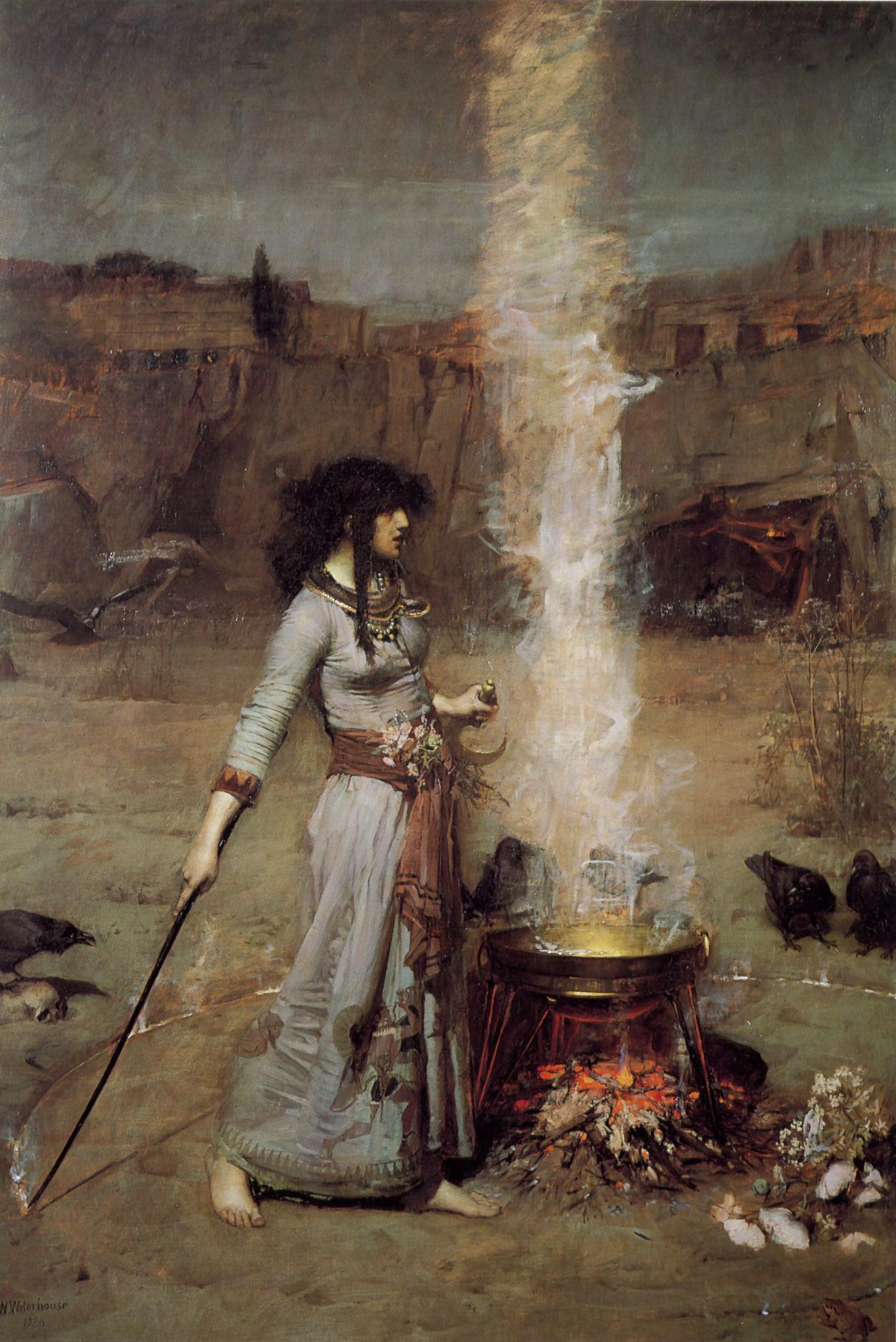
El Círculo Mágico, 1886 de John William Waterhouse

## Adquisición
Los autores introducen la magia en sus historias y en sus personajes de diversas formas. Aunque existe una gran variación en la forma en que ocurre espontáneamente la magia, lo difícil que es manejarla y cómo se implementan las pautas de la magia, existen varios métodos para introducir la magia que se encuentran en muchas obras de ficción. En muchas obras de fantasía, los escritores describen la magia como un talento innato, equivalente, por ejemplo, al tono perfecto. La magia también puede obtenerse mediante un pacto con el diablo o con otros espíritus, una característica común en el folclore. En algunas obras, como los cuentos de hadas, los objetos mágicos dotan a los personajes principales de poderes mágicos o tienen poderes mágicos ellos mismos. Los escritores a menudo los usan como dispositivos de trama o MacGuffins para impulsar la trama de una historia.
Varitas y bastones suelen aparecer en obras de fantasía en manos de magos. Los cuentos de hadas italianos habían puesto varitas en manos de las poderosas hadas a finales de la Edad Media.
Talismanes como anillos o amuletos pueden ejercer una influencia mágica. Las botas de siete leguas y las capas de invisibilidad también han demostrado ser populares.